# レオン・ドラグランジュ

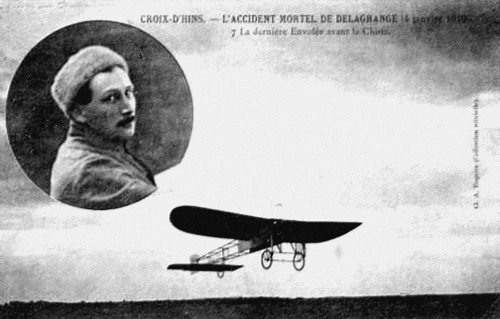
レオン・ドラグランジュ

レオン・ドラグランジュ（Leon Delagrange 、1873年 - 1910年1月4日）はフランスの初期のパイロットである。版画家としても有名であった。
オルレアンに生まれた。版画家としての代表作には、"Florentine Page"、 "A Templar"、 "Love and Youth"、 "A Huguenot"、 "Girl Dancers."があった。
1907年にヴォワザン機を購入して初飛行すると、1908年7月にはミラノでテレーズ・ペルティエを同乗させた。ペルティエはヨーロッパで最初に飛行機に乗った女性とされる。1908年9月には25kmほどを29分53秒で飛行する記録を立てた。1909年にはLagatiner賞を受賞し、イギリスのドンカスターでは荒天の中で飛行を行なった。1909年10月17日に、10kmを7分36秒で飛ぶ、速度記録をつくった。1907年にフランス飛行クラブの会長となり、1910年にはレジオンドヌール勲章を受勲した。1910年1月ボルドーの近くのCroix d'Hinsで航空事故を起こし死亡した。